# Jaime I de Jérica
Jaime I de Jérica (c. 1238-1286/1287), fue infante de Aragón por ser hijo de Jaime I de Aragón y de su tercera esposa Teresa Gil de Vidaure, así como el I barón de Jérica, Liria, Andilla y Altura. 

## Orígenes familiares
Hijo ilegítimo, y más tarde legitimado, del rey Jaime I el Conquistador, rey de Aragón, y de su tercera mujer Teresa Gil de Vidaure, sus abuelos paternos fueron Pedro II de Aragón y su mujer, la reina María de Montpellier. Era hermano paterno de Pedro III, rey de Aragón, y de Jaime II, rey de Mallorca.

## Biografía

Escudo de la Casa de Vidaure, de la que descendía Jaime de Jérica a través de su madre Teresa Gil de Vidaure.

En su testamento otorgado en la ciudad de Montpellier en 1272, Jaime I lo reconocía como hijo legítimo, ya legitimado por el Papa. Su padre le donó la villa de Jérica el 7 de abril de 1271, con vínculo de feudo para sus hijos y sus descendientes varones legítimos. Además, en el testamento de Jaime I otorgado en Montpellier, lo incluía entre los posibles herederos de la Corona, pero solamente en caso de la muerte de los infantes Pedro, futuro Pedro III de Aragón, y Jaime, futuro Jaime II de Mallorca, y de sus descendientes.
Los dominios territoriales de Jaime de Jérica también incluían Castellmontant, la Villa de Altura, Uco, Soto, Sinarcas, Pina, Loriguilla, Almudaina, Tuéjar, Planes, Domeño y Travadel. A todas estas posesiones habría que añadirle las que fueron adquiridas por Teresa Gil de Vidaure, su madre, y que repartió entre sus hijos. 
Gozó siempre Jaime de Jérica de la estima de su medio hermano paterno Pedro III, que le nombró juez conservador de los Fueros y Privilegios de Aragón en el reino de Valencia. Durante la guerra contra los franceses por la posesión de la isla de Sicilia, se le confió la custodia de Buzeta, en el reino de Aragón. Una vez muerto su hermano, y ya durante el reinado de su sobrino Alfonso III de Aragón, utilizó su influencia para conseguir que este último jurase el conocido Privilegio de la Unión.

## Relación con Jaime I
Aunque su padre, el rey Jaime I, legitimó en su testamento de 1272 a él y a su hermano Pedro I de Ayerbe, en ningún momento los llama infantes como a sus hijos habidos del matrimonio con Violante de Hungría, sino que los denomina simplemente como hijos, mientras que a Fernando Sánchez de Castro y Pedro Fernández de Híjar los denomina como hijos naturales. No los equipara para nada con los infantes y solamente les da la opción de heredar los reinos si se diera la situación de que ambos murieran sin descendientes. Aun así su padre recurría tanto a él como a su hermano de forma conjunta para distintas tareas y según los documentos de la cancillería el trato entre ambos hermanos con su padre era bueno.

## Sepultura
Falleció entre enero de 1286 y el 14 de junio de 1287. A su muerte fue sepultado junto con su madre, su hermano Pedro I de Ayerbe la esposa de este, Aldonza de Cervera, y su esposa Elfa Álvarez de Azagra, en el Real Monasterio de Gratia Dei, ya desaparecido, conocido como Real Monasterio de la Zaidia, situado en Marjalena/Marchalenes Valencia. Actualmente sus restos mortales se encuentran desaparecidos. En cambio, el Monasterio de Gratia Dei, aunque cambió de lugar y actualmente se encuentra en el municipio de Benaguacil, sí que custodia aún los restos de su madre Teresa Gil de Vidaure.

## Matrimonio y descendencia
Contrajo matrimonio cerca de 1276 con su pariente Elfa Álvarez de Azagra (c. 1250-c. 1289), hija de Álvar Pérez de Azagra, IV señor de Albarracín, y de su primera mujer Inés de Navarra, hija bastarda del rey Teobaldo I, que aportó una importante dote al matrimonio, como Chelva. Fruto de ese matrimonio nació un hijo que fue el heredero del título y los bienes de la baronía de Jérica: 
- Jaime II de Jérica (1276-1321), sucedió a su padre en 1285 como II barón de Jérica, Begís, Liria, Andilla y Altura, y fue alférez mayor de Aragón, casado en 1296 con Beatriz de Lauria (m. c. 1346), I señora de Cocentaina, hija del almirante Roger I de Lauria y de su esposa Margarita Lanza,[4] de quien tuvo a Jaime III de Jérica, Pedro de Jérica, María Álvarez, casada con Ramón Berenguer de Aragón, conde de Prades, Beatriz de Lauria, la esposa de Pedro Ponce de León el Viejo, II señor de Marchena, etc, Alfonso Roger de Lauria y Alfonso de Luna y Jérica.[5]